# 8,9-Meter-Klasse der DGzRS
Die 8,9-Meter-Klasse der DGzRS ist eine Serie von Seenotrettungsbooten der Deutschen Gesellschaft zur Rettung Schiffbrüchiger. Bisher sind acht Boote dieser Klasse von der finnischen Werft Arctic Airboats bei den deutschen Seenotrettern im Dienst.

## Eigenschaften
Der Rumpf der Rigid Buoyant Boats (RBB) besteht aus miteinander verschweißten Platten aus Polyethylen (HDPE High Density Poly Ethylene), wodurch ein äußerst robuster Bootskörper entsteht. Die Boote sind als Semi-Selbstaufrichter konstruiert, bei denen mit manueller Auslösung eines Airbags (Kentersack) die Selbstaufrichtung erfolgt. Eine halboffene Kabine schützt Mannschaft und Gerettete vor Gischt und Niederschlägen. Für den Antrieb sind zwei Außenbordmotoren mit je 200 PS im Heck installiert.
Durch den geringen Tiefgang von minimal 65 cm (mit angekippten Motoren) sind die Boote besonders geeignet für Einsätze in den Flachwasser- und Schilfzonen der Förde- und Boddengewässer. Hier geraten hauptsächlich Wassersportler und Angler in Seenot. Aufgrund der hohen Geschwindigkeit von bis zu 38 Knoten mit sehr kleiner Hecksee können sie in den engen Fahrwassern besonders rasch zum Einsatzort gelangen. Sie werden im Einsatzfall mit drei bis vier freiwilligen Rettungsmännern besetzt und sind für schnelle, aber kurze Einsätze konzipiert.
Die rettungstechnische Ausrüstung der Boote umfasst Material zur medizinischen Erstversorgung inkl. Schleifkorbtrage, Mittel zur Brand- und Leckbekämpfung sowie eine Vorrichtung zum Schleppen kleinerer Wasserfahrzeuge. Die Navigationsausstattung umfasst neben einem Radar alle modernen und üblichen Systeme.

## Die Boote

### Hellmut Manthey
Das erste Boot wurde ab Februar 2018 als Ersatz des Boddenbootes Wuppertal auf der Station Maasholm erprobt und im Juli 2018 auf den Namen eines Förderers der DGzRS getauft. Es ist das zweite Seenotrettungsboot mit diesem Namen, nachdem das SRB 40 dieses Namens aus der 8,5-m-Klasse außer Dienst gestellt worden war.

### Manfred Hessdörfer
Das zweite Boot wurde im Jahr 2019 in Breege auf Rügen stationiert und im September 2019 auf den Namen Manfred Hessdörfer, der ebenfalls ein Förderer der DGzRS war, getauft. Es ersetzte dort das SRB Dornbusch, das außer Dienst gestellt wurde.

### Eva Ahrens-Thies
Mit SRB 81 wurde das dritte Boot dieser Klasse im Mai 2020 von der Bauwerft fertiggestellt. Es erhielt im Juni 2020 in der Hauswerft der DGzRS die typische tagesleuchtrote Farbe. Am 5. Juli 2020 erreichte es die Einsatzstation Ueckermünde. Getauft wurde es am 29. August 2020 in Ueckermünde auf den Namen Eva Ahrens-Thies, die die Seenotretter mit ihrem Nachlass bedacht hatte. Das Boot ersetzt das gestohlene Seenotrettungsboot Dora.

### Herwil Götsch
SRB 82 wurde im November 2020 zur Endausrüstung nach Deutschland gebracht und am 28. März 2021 an der Schlei in Schleswig stationiert. Es löste die Walter Merz, ein Boot der 8,5-Meter-Klasse, ab. Am 10. Juli 2021 wurde das Boot in Schleswig auf den Namen des Hamburger Bauunternehmers Hermann-Wilhelm „Herwil“ Götsch getauft, der der DGzRS den Großteil seines Nachlasses zukommen ließ.

### Pug
Das fünfte Boot ist in Wieck a. Darß stationiert und übernimmt Seenotrettungsaufgaben in der Darß-Zingster Boddenkette. Es wurde am 2. Oktober 2021 in Bremen auf den Spitznamen (und selbst gewählten Funkrufnamen „Papa Uniform Golf“) des Rennfahrers und Journalisten Jörn („Yörn“) Pugmeister getauft, der mit einer Spende den Bau des Bootes ermöglicht hat. Am 5. Oktober 2021 kam das Boot auf der Station an und löst die Stralsund, ebenfalls ein Boot der 8,5-Meter-Klasse, ab.

### Christoph Langner
Christoph Langner wird als Ausbildungsboot in der Trainingsflotte der Seenotretter eingesetzt. Es wurde in Neustadt in Holstein am 23. September 2022 auf den Namen eines langjährigen Förderers der Seenotretter getauft. Dieses Boot ist speziell für die Ausbildung ausgestattet und besitzt, anders als die übrigen Einheiten derselben Klasse, kein geschlossenes Deckshaus.

### Jürgen Horst
SBR 86 wurde im Oktober 2023 zur Station Kiel-Schilksee zur Erprobung gebracht. Kurze Zeit später löste es die Gerhard Elsner ab,  welche nach Lauterbach verlegt wurde. Die Taufe dieser Einheit erfolgte am 6. April 2024 im Hafen von Laboe auf den Namen Jürgen Horst.

### Helene
SRB 88 ist seit Februar 2024 auf der Seenotrettungsstation Fehmarn-Burgstaaken im Fehmarner Burgtief im Einsatz, dort löst sie die 8,5 Meter lange Gerhard ten Doornkaat ab, die als Übergangslösung dort eingesetzt war. Die Taufe erfolgte am 7. April 2024 auf den Namen Helene im Hafen von Burgtiefe.

## Tabelle der Stationierungen
| Seenotrettungsboote der 8,9-Meter-Klasse |                                       |                     |      |                          |                                          |                    |
| DGzRS-Nr. - Name Rufzeichen              | Rettungsstationen                     | Stationierungen     | Bild | Baudaten Werft           | Taufe                                    | Bemerkung Verbleib |
| SRB 76 HELLMUT MANTHEY DK3849            | Maasholm                              | seit März 2018      |      | Bj. 2018 Arctic Airboats | 8. Juli 2018 in Maasholm                 |                    |
| SRB 79 MANFRED HESSDÖRFER DBBL           | Breege                                | seit August 2019    |      | Bj. 2019 Arctic Airboats | 8. September 2019 in Breege              |                    |
| SRB 81 EVA AHRENS-THIES DBAL             | Ueckermünde                           | seit Juli 2020      |      | Bj. 2020 Arctic Airboats | 29. August 2020 in Ueckermünde           |                    |
| SRB 82 HERWIL GÖTSCH DBAC2               | Schleswig                             | seit März 2021      |      | Bj. 2021 Arctic Airboats | 10. Juli 2021 in Schleswig               |                    |
| SRB 83 PUG DBAF2                         | Prerow/Wieck                          | seit Oktober 2021   |      | Bj. 2021 Arctic Airboats | 2. Oktober 2021 in Bremen                |                    |
| TF-2 CHRISTOPH LANGNER DBAH2             | Trainingszentrum Neustadt in Holstein | seit September 2022 |      | Bj. 2022 Arctic Airboats | 23. Oktober 2022 in Neustadt in Holstein |                    |
| SRB 86 JÜRGEN HORST DBAK2                | Schilksee                             | seit September 2023 |      | Bj. 2023 Arctic Airboats | 6. April 2024 in Laboe                   |                    |
| SRB 88 HELENE DBAL2                      | Burgstaaken                           | seit 2024           |      | Bj. 2023 Arctic Airboats | 7. April 2024 in Burgtiefe               |                    |